# Guanabacoa
Guanabacoa es un distrito y población de la provincia de La Habana (República de Cuba). También conocida como «la villa de Pepe Antonio», se ubica en la parte central de la provincia y es su segundo distrito en cuanto a extensión.
Posee extensas llanuras las cuales favorecen la agricultura. En la zona urbana se encuentran algunas elevaciones. El centro histórico está declarado monumento nacional.

## Denominación
En el idioma taíno, Guanabacoa significa ‘tierra de ríos y lomas’. Se llamaba así por los indios que vivían en su territorio debido a la abundancia de pequeños ríos y colinas de mediano tamaño.

## Historia

### Fundación de la villa
La villa de Nuestra Señora de la Asunción de Guanabacoa fue fundada el 12 de junio de 1554 por acuerdo del Cabildo de San Cristóbal de La Habana. Los primeros habitantes de Guanabacoa fueron indios los cuales estaban dispersos, estos fueron concentrados para lograr un mayor control sobre ellos.
La fundación de Guanabacoa fue objeto durante siglos de una polémica discusión, en cuanto a si había sido fundada durante la época de la colonización hispana de la Isla o si su existencia databa de la etapa precolombina.
Algunas fuentes documentales de época y análisis posteriores condujeron erróneamente a un número de historiadores, a considerar el asentamiento de dicho pueblo en un período anterior a la llegada de los colonizadores europeos, al confundir lamentablemente al Guanabacoa de Occidente, con un pueblo de indios denominado igualmente Guanabacoa perteneciente a la villa de Bayamo, enclavado en el extremo oriental del país, y que le fuera encomendado a Manuel de Rojas y Córdova (1494-1561) en el año 1535.
En 1987, el historiador cubano Maximino Gómez Álvarez (1962-) dio inicio a una investigación bibliográfica y documental con la colaboración del investigador Marcos R. Villamil, cuyas conclusiones definitivas arrojaron que la Guanabacoa occidental había sido fundada el 12 de junio de 1554, por acuerdo del cabildo de la villa de San Cristóbal de La Habana, con arreglo a la Leyes de Indias, para los pueblos de amerindios.
El resultado de la mencionada investigación vio la luz en 1990 con su publicación bajo el título La fundación de Guanabacoa: noticias históricas, que fuera sancionado por Eusebio Leal Spengler, historiador de La Habana. Con este trabajo se puso punto final definitivamente a la polémica histórica, y se pasó oficialmente a considerar dicha fecha como la de fundación de ese pueblo, la que se celebra cada año, desde entonces, como parte de las efemérides cubanas.

### Reseña histórica
En 1555, a raíz del ataque del corsario francés Jacques de Sores, Guanabacoa se convierte en capital transitoria de la capitanía general de Cuba, refugiándose en ella una gran parte de los habitantes de la villa de San Cristóbal de la Habana. En los meses siguientes, en Guanabacoa se radicó el Gobierno colonial.
De esta eventualidad, cuando los cubanos se refieren al intento de meter algo grande en un espacio más pequeño que el que requiere dicen el refrán «meter La Habana en Guanabacoa».
Durante los siglos XVII y XVIII Guanabacoa tuvo un desarrollo agrícola y ganadero con la producción de azúcar y tabaco, fundamentalmente. Por todo su desarrollo se le otorga en agosto de 1743, el título de Villa de Nuestra Señora de la Asunción de Guanabacoa, y le es concedido su escudo de armas. Un siglo más tarde surge el comercio y comienza una prosperidad industrial que quedó afianzada en el siglo XX.
Después de la guerra de los Siete Años, residieron en Guanabacoa una comunidad de indios de la península de la Florida (Estados Unidos), principalmente apalachees y yamasees, que evacuaron la Florida con los soldados y colonos españoles en 1764.
El municipio de Guanabacoa se extendió desde el sur hacia el este de la bahía de La Habana, hasta los límites con los municipios habaneros de Jaruco y Santa Cruz del Norte.
En 1976, de su territorio se separó la franja costera y la zona de Campo Florido, creándose el municipio de La Habana del Este y los barrios del sur, que dieron lugar al municipio de San Miguel del Padrón.
En la actualidad, Guanabacoa se encuentra en un proceso de restauración tras protestas de muchos de sus habitantes, ante el deterioro que sufría parte de su patrimonio, y se han podido recuperar en parte, lugares como
La Parroquia (iglesia del Parque de Guanabacoa),
el Museo de Religión, con una gran muestra de la cultura afrocubana, y pertenencias de
Arcadio Carvo,
Bola de Nieve (Ignacio Villa) y
Rita Montaner,
el cine El Carral, y
el propio Parque de Guanabacoa.
También se está intentando una reparación paulatina de la Casa de las Cadenas, muy deteriorada.

## Tradiciones
- Fiesta Patronal de La Tutelar
- Fiesta Patronal de La Guadalupe (Peñalver)
- Fiesta Patronal de La Virgen de los Dolores (Barrera)
- Peregrinación al Obelisco de los mártires de la Hata
- Bandas de Música
- Religiosidad afrocubana
- Wemilere, festival de raíces africanas
- Parada martiana
- La Rumba

## Instituciones insignias
- Complejo Educacional Jesús Garay León (antiguo Escolapios de Guanabacoa)
- Policlínico Ángel Machaco Ameijeiras (antiguo Hospital Civil)
- Estadio Frank D’Beche
- Círculo Deportivo Quintín Banderas
- Casa de la Cultura Rita Montaner (antiguo Liceo Artístico y literario de Guanabacoa)
- Casa de la Trova
- Museo Municipal de Guanabacoa
- Ermita de Potosí
- Convento de Santo Domingo
- Iglesia parroquial mayor de Nuestra Señora de la Asunción
- Cine-teatro Carral
- Templos de Guanabacoa
- Escuela de Música Guillermo Tomás

## Admirada por un grande
Uno de los que fue atraído por Guanabacoa fue el sabio Alejandro de Humboldt, quien recorrió el municipio siempre con afanes investigativos.

## Arquitectura

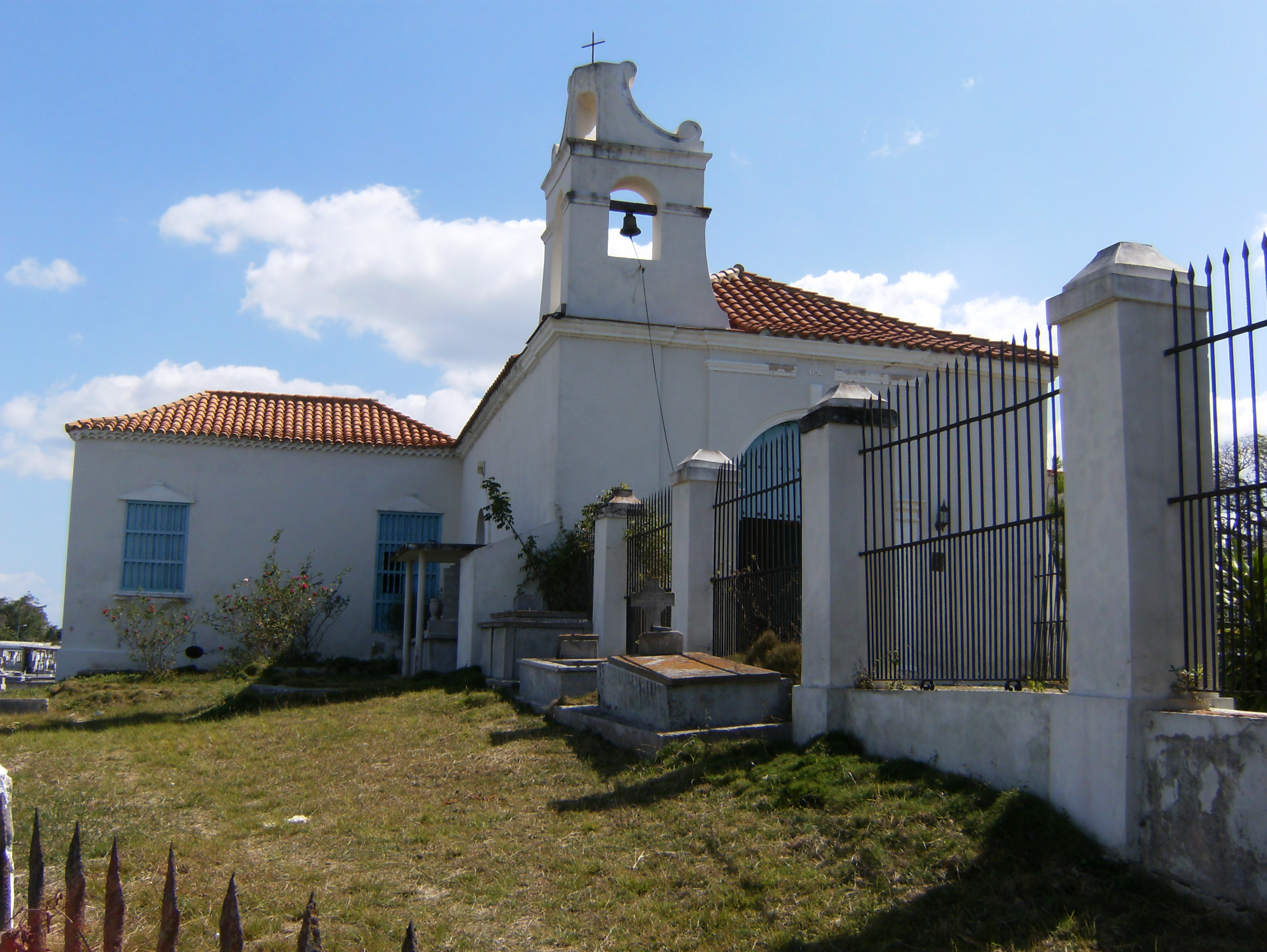
Ermita de Potosí.

Debido a que Guanabacoa contaba con un suave clima y aguas de buena calidad, fue escogida para erigir templos y mansiones en sus calles.
En Guanabacoa encontramos algunas edificaciones que perduran en el tiempo y son testigo de las distintas etapas por la que ha pasado la ciudad, como son el antiguo Liceo Artístico y Literario, la Ermita del Potosí, una de las edificaciones más antiguas de la isla.
También encontramos la Iglesia Parroquial, los Conventos de Santo Domingo y San Francisco y la Casa de las Cadenas, considerada una de las construcciones más antiguas de Guanabacoa. Su construcción data de 1724, y posee un gran valor por su arquitectura señorial y su influencia en ella de los elementos de la arquitectura mudéjar de procedencia árabe..
Al recorrer el centro histórico urbano de Guanabacoa se pueden percibir los distintos estilos y topologías de sus edificaciones así como los múltiples monumentos que posee el municipio.

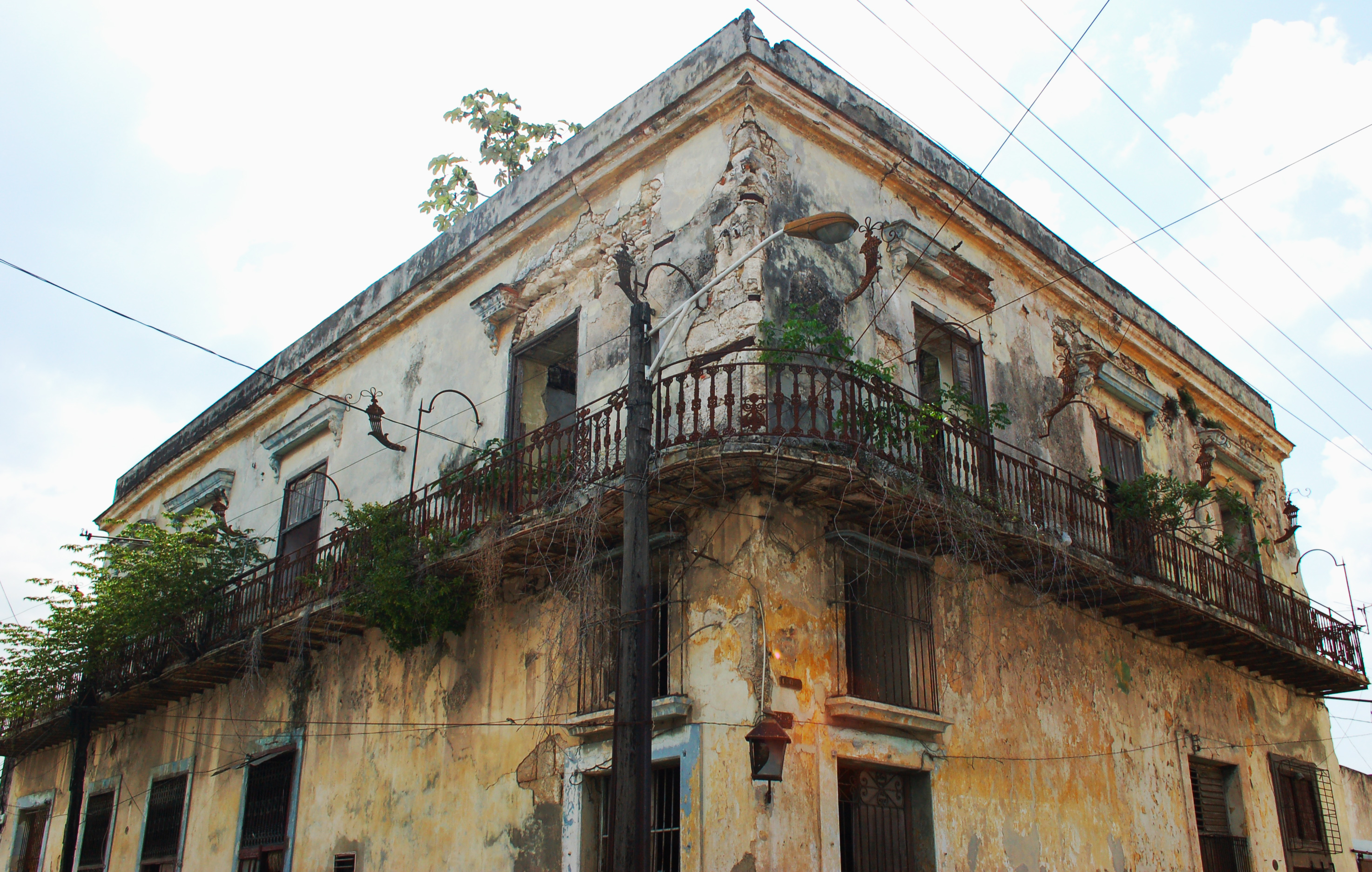
Casa de las Cadenas.

## Organización municipal
La representación popular en el municipio la ostenta la Asamblea Municipal del Poder Popular, cuyo órgano ejecutivo es el Consejo de Administración Municipal que representa, a su vez, al Estado en el territorio.
Desde 2008, el presidente de ambos (alcalde) es Tito Gutiérrez Pino.
Desde 1991, el municipio está dividido en ocho consejos populares:
- Minas-Barreras
- Peñalver-Bacuranao
- Chibás-Robles
- Jata-Naranjo
- Mañana-Habana Nueva
- D'Beche-Nalón
- Villa I y
- Villa II.

Las principales vías de acceso al municipio son: Vía Blanca
- Carretera Monumental
- Carretera de Cojímar
- Carretera Vieja de Guanabacoa
- Carretera de Santa María del Rosario y
- Calle Real.

Como dato curioso, hay que destacar que en la Casa de las Cadenas, estuvieron todos los Santos de la Parroquia principal, en un gran ciclón que hubo hace muchos años, y el propio cura de la Iglesia daba las misas en la misma.

## Sitios emblemáticos
- Casa de Viondi
- Antigua Valla de Gallos
- La Loma de la Cruz
- Los Manantiales de la Cotorra
- Antigua Cárcel de Mujeres
- Restaurante El Faro
- Parque Central José Martí
- Parque de la República (antigua Plaza de Armas)
- Cementerio de los judíos
- Cementerio viejo
- Cementerio de Peñalver
- Casa del Artista Plástico Oriol Llanes (El Bobby)
- Palacio Municipal
- Casa de las Cadenas
- La Plaza del Mercado
- Las 4 esquinas
- La Mascota
- El Mikito
- La Ceiba
- Quinta Corona
- Casitas de Cruz Verde
- Monumento de las Madres
- Parque monumento a Adolfo del Castillo
- Monumento a Miguel F. Viondi y Vera
- Parque monumento de Néstor Aranguren
- Casa del General Adolfo del Castillo
- Colegio de los salecianos
- Monumento a Rosa Serra

## Calles de Guanabacoa[3]
- Aguacate: Se le conocía con el nombre del pulguero, recibiendo más tarde el de África. Sin embargo, el simple hecho de que en medio de la senda existiese un árbol de tan apetecido frutal, dio motivo a que se señalase con el que se distingue hasta estos días.
- Amargura: Comienza en los muros del Convento de Santo Domingo y se pierde en las afueras del poblado.
- Amenidad: Se ignora la razón de su nombre. Embocaba con el antiguo ferrocarril de Regla. Coincidió con la calle Campo Santo, la ubicación de la primera iglesia y el primer cementerio. Unida a Jesús Nazareno, mantiene sin embargo, su independencia recibiendo actualmente el nombre del ejemplar ciudadano Raúl Suárez.
- Ánimas: Los ilustrados la llamaron Sol, pero el nombre que más le perduró fue el de Ánimas y el más popularizado el de Maceo. Su rara dominación se debe a que en lo alto del muro donde comienza, se halla empotrada una pequeña hornacina.
- Apodaca: Es una apartada arteria. Antes se conocía como Callejón de las Vacas. Actual debe su nombre al comandante graduado de caballería Ramón Flores y Apodaca.
- Barreto
- Belot
- Béquer: Si se revisa el plano topográfico de Mariano Carlés, se encontrará que en un cruzamiento con Corralfalso, en forma triangular, hay una llamada Plaza de Corral Nuevo. El trecho que se prolongaba hasta la calle Amargura, era conocido por Las Ceibas. En 1781, se había mercedado a Jacinto Béquer la manzana que daba a la Plaza de Armas, donde este construyó la primera casa, motivando que se nombrara con su apellido.
- Bertemati: En el año 1850 tenía dos nombres, desde Corrales hasta la esquina de Cadenas, se llamaba Gloria y desde ese lugar hasta el cierre con Amargura, recibía el nombre de Bertemati, por el rico vecino de ese apellido que poseía en la villa una espaciosa Quinta. El 12 de abril de 1942 a petición de la asociación de la Prensa, le pusieron el de Justo de Lara, recordando al famoso periodista, crítico y literato, José de Armas y Cárdenas.
- Cadenas: Su nombre se debe a la religiosidad de uno de sus moradores, Esteban Pérez de Rivero, en cuya mansión todavía en pie aunque en estado ruinoso, en la esquina que forma con División se dio acogida al culto que se celebraba en la Iglesia Parroquial, cuando un ciclón en 1724 le hundió el techo al templo recién construido. Por real Cédula y por ese motivo se le concedió al tal Rivero el 14 de julio de 1729 el privilegio, entonces muy apreciado y singular, de usar cadenas en el frente de su residencia, cadenas que según la versión popular, daban derecho de asilo y amparo a todo aquel que teniendo una deuda con la justicia, lograra aferrarse a una de ellas.
- Calvo: Calle que fuera abierta al público en 1858 por la señora Luisa Calvo de Armenteros, de cuyo apellido toma el nombre. En su recorrido se alza un Templo abakuá, secta secreta que tuviera en Guanabacoa notable preponderancia. El 7 de julio de 1926 acordó el consistorio denominarla Ciriaco Arango.
- Camarera: En el año 1836 se verificó su apertura debiendo su nombre al hecho de que en ella residiera la señora Margarita Medina de Sáez camarera que fue de la ¨patrona¨ de la villa. En 1908 acordaron nombrarla José Morales.
- Camposanto: Conserva la tradición de que en la esquina que forma con Amenidad, estuvo la primera iglesia y el primer cementerio, allá por el siglo XVI, de ahí su denominación. En 1861, unos de sus tramos se conocía como San Rafael y en 1879, le designaban como Coco Solo. Sin embargo, todas estas denominaciones desaparecieron en 1899, al honrarla con el nombre Calixto García.
- Candelaria: Se extiende desde San Andrés hasta la plazoleta colonial de Santo Domingo. Su nombre fue motivado, porque en los terrenos que ocupa actualmente la Iglesia Parroquial, se encontraba la ermita de La Candelaria.
- Cantarranas: Se encuentra en uno de los extremos de la población cercana a la conocida Loma del Indio. Se le conocía como Cantarranas debido a una laguna muy pródiga en tan melodiosos batracios. Acordaron nombrarla Asunción, se supone que su nombramiento está relacionada con la llamada Patrona de Guanabacoa.
- Cerería: Tomó su nombre de una fábrica de velas de cera y otros artefactos que se encontraba ubicada en una de sus manzanas. Se le conoció también como Callejón de los Indios, del Zapote y el Ermitaño.
- Cocos: Su nombramiento se debe a la existencia en su recorrido de tan propagados frutales. El vecindario se lo mantiene aun cuando desde enero de 1928, a petición de la sociedad Unión Social, el consistorio le puso el nombre de Joaquín Ravena.
- Concepción: Es una de las principales arterias del pueblo. No se tiene noticias de la razón de su nombre, pero se considera que este se debe a la influencia religiosa del pasado siglo. Desde 1898 la designaron con el de Máximo Gómez.
- Concha: Une a San Sebastián con Santa María.
- Corrales: Es muy antigua, debiéndose su nombramiento al hecho de que existían en su recorrido numerosos corrales de bestias. El 27 de noviembre de 1915 se sustituyó por el de Felipe Arús, generoso galeno que disfrutara en la villa de merecido respeto y popularidad por su hombría de bien.
- Corralfalso: Es la calle más larga de la villa, pues atraviesa numerosas barriadas. Es vía de mucho tráfico. Algunos de sus tramos los llamaron en el pasado Corral Nuevo. Al parecer a su vera existían muchos corrales carentes de legalidad. En 1906 se le fijó el nombre de Independencia para mantener latente en el vecindario, el recuerdo de la entrada que por ella hicieron, en tiempos de guerra y de paz, tropas mambisas conducidas respectivamente por Néstor de Aranguren y Rafael de Cárdenas.
- Cruz Verde: La antigua costumbre de señalar con una cruz el lugar donde fuera muerto un vecino, y el hecho de haberse cometido un homicidio en la esquina que forma con la calle Real, dio motivo a la instalación de la consabida cruz que alguien pintó de verde, recibiendo por esa causa dicho nombre. Sin embargo en 1915 lo sustituyeron oficialmente por el de Juan Bruno Zayas.
- Delicias: Sobre los orígenes de su nombramiento ―que todavía mantiene― cuenta el vecindario que la ostentaron, primeramente, un jardín y más tarde una bodega. Fue sede de una potencia Abakuá, con determinada influencia en el Ñañiguismo local.
- Desamparados:
- División: Su nombre obedece a la razón de partir al medio la población. Allá por el 1945 la nombraron Pepin. Lo que le diera más popularidad fue la famosa Cuna de Guanche, era un animado salón de fiestas y bailes públicos, donde tuvieron ámbito propicio el vals, el danzón y hasta la rumba. El 5 de septiembre de 1902 desapareció su nombre, para sustituírselo oficialmente por el de Enrique Guiral, apreciado médico que tomase la Alcaldía el 18 de junio de 1891. En uno de sus extremos se erigió el Hospital de Caridad. En el inicio de su recorrido dando entrada o salida de la villa, los guanabacoences materializaron en un sencillo monumento, su admiración por el coronel del Ejército Libertador Néstor de Aranguren.
- Fuentes: Sabido es que Guanabacoa ganó nombradía por la pureza de sus aguas, explotadas en numerosos manantiales, entre ellos, la Fuente del Obispo. Mantiene su nombre por ese motivo, aunque oficialmente se lo cambiaron en 1906 por el del Marqués De la Real Proclamación.
- Gloria: Se ignora el porqué de su nombramiento, la que mantiene en la designación popular, aun cuando en 1926 el Ayuntamiento acordó nombrarla José Ramón Sabadí, médico profundamente querido y respetado en la villa.
- Jesús María: A pesar de que es el nombre con que la conoce el pueblo, también hubo de llamársele de la Constitución, le fue puesto oficialmente el de Martín Ugarte, dicen que para reconocer méritos adquiridos por el Brigadier de los reales Ejércitos.
- Jesús Nazareno: Fue abierta al tránsito público el 21 de octubre de 1836, pero su nombre data desde los inicios de ese siglo, por haberse ubicado en una urna, junto a un pequeño puente del arroyo Tarraco la imagen de un nazareno, acción religiosa que algunos atribuyen al vecino Luis Bertematti.
- Justiz: Figura entre las calles más pequeñas, pues solo posee una cuadra. Rinde homenaje con su nombre al teniente gobernador Juan Justiz y Chinchilla.
- Las Damas: No tiene información sobre el origen de su gracia, aunque dicen que fue porque las damas la preferían para sus paseos en época de Volantas y Quitrines. En tiempos muy remotos fue sendero conducente a la fortaleza de San Carlos de la Cabaña.
- Lebredo: Comienza desde de la plazoleta de Santo Domingo y se pierde en las estribaciones de la loma Fray Alonso. Se abrió al público el 29 de enero de 1947. Debe su nombre a quien contribuyera a su apertura y arreglo, José María Lebredo, primer teniente gobernador que tuviera la villa, que desempeñara sus funciones con moderación.
- Luz: Origina su nombre la sencillez de que en 1802 tenía allí una casa la señora Loreta de la Luz. El 5 de octubre de 1923 el Consistorio la designó con el de Enrique Medin Arango, en memoria de este paladín de la cultura y defensa de su patria y de su raza.
- Molino: Es la última calle de la villa en dirección a Regla, ya que las otras, Padre Hoyos y Misericordia, fueron invadidas y encerradas en los jardines de La Cotorra. Su nombre lo motiva el simple hecho de haber existido en su trayecto, en 1824, una construcción conocida como la Casa del Molino.
- Obispo: Es una de las calles que conducen a la Loma de la Cruz, que debe su celebridad al indígena Julepe Bichat, quien mantuviese en ella un oratorio. Debo su nombre a uno de los tantos manantiales Fuente de Obispo que dieran a Guanabacoa justificada fama.
- Padilla: Se le conocía como Callejón de la Güira, tal vez debido a la existencia de estos árboles, cuyos frutos son tan útiles para medicamentos y labores de artesanía. Dicen los viejos que su nombre se debe a una casa construida en uno de sus solares por Catalina Padilla.
- Palo Blanco: Su nombre se debe a una estancia cuyas estacas demarcadoras estaban pintadas de blanco. Es una calle principal. En su historia aparecen hechos de resonancia patriótica, como el nacimiento de Fernando Fuero de la Torre. Debido a la temeraria entrada en 1896 de las tropas mambisas dirigidas por Rafael de Cárdenas y Néstor Aranguren se le denominó en 1898 como Aranguren.
- Potosí: Por espacio de muchas décadas ha sido la luctuosa senda por donde han desfilado hasta el viejo cementerio que señorea la vetusta Ermita del Potosí, a la que debo su nombre.
- Provisión: Tiene dos cuadras de extensión, sin embargo, la utilizan diariamente muchos de los que se dirigen o alejan del centro del pueblo. La llamaron de la Carnicería, por sus casillas expendedoras de carne, De Los Bomberos, por haber tenido instalado el cuartel del mencionado cuerpo, y el que ahora mantiene, Dr. Mora, para recordar al hombre público Juan Francisco Mora.
- Real: Llevaba este nombre porque en tiempos de la colonia era la arteria principal, privilegio que todavía mantiene. La llamaron Calle del Embarcadero, porque por ella transitaban en caballo o carruajes, los que se dirigían a Marimelena, para abordar las embarcaciones que los transportaba hacia los muelles habaneros. En las últimas décadas del XIX la nombraron Calzada Nueva, pero, a partir de la Guerra de Independencia (1898) ostenta el nombre de José Martí.
- Samaritana: Se desconoce la procedencia de su nombre, tal vez se relacione con una referencia bíblica. Casi al final de la misma, todavía se levanta la modesta vivienda donde pasase sus últimos años unos de los extranjeros que más afanosamente peleara por la libertad de Cuba, el general Carlos Roloff. Años después la designaron con su nombre.
- San Andrés: Tal vez su nombre recuerde a uno de los Apóstoles que evocan los Textos bíblicos, lo cierto es que el vecindario le mantiene el nombre, a pesar de que en 1929 el Cosistorio acordó que llevase el de Miguel Figueroa, eminente orador Autonomista que figuran en ala radical de ese partido.
- San Antonio: Es una calle centenaria debiendo su nombramiento a que en la esquina de la tapia, perteneciente al convento de San Francisco, en una hornacina situada en el remate, colocaron una pequeña imagen de San Antonio de Paula. Desde el 1908 rinde homenaje a Quintín Banderas, hombre de una firmeza patriótica.
- San Francisco: Una cuadra es toda su extensión y, sin embargo, merece crónica aparte en el historial de la villa, por el convento llamado de San Antonio o de San Francisco.
- San Joaquín: Posiblemente su nombre sea motivado por un impulso más de religiosidad. No le ha sido variado, y conduce, como otras calles, a la conocida Loma de la Cruz.
- San José: Es una de las tantas calles que debe su nombre a la liturgia católica. En una de sus casonas, falleció el 21 de enero de 1879, el poeta, dramaturgo y revolucionario Alfredo Torroella y Romaguera.
- San Juan de Dios: Su nombre recuerda al fundador de la Orden de los Hospitalarios. El hecho de haberse establecido en una de sus manzanas, un centro educacional dirigido por Padres Salesianos, motivó que la nombrasen San Juan Bosco, inspirador de dicha congregación.
- San Pedro: En la actualidad a pesar de su pequeñez posee un nombre que evoca a una de las gloriosas figuras de la medicina cubana, Tomás Romay y Chacón.
- San Sebastián: Rinde homenaje al soldado romano que habiendo abrazado el cristianismo, fue condenado a morir atravesado por saetas, por orden del Emperador Diocleciano.
- Santa Ana: Perdió su religiosidad, impuesta por pasadas generaciones, al recordar con su nombre actual de Bernardo Cardelle, a tan destacado médico que disfrutara entre el vecindario de merecido crédito y popularidad.
- Santa Rita: En el pasado siglo Guanabacoa, disfrutó de notoriedad por las virtudes curativas de sus manantiales y baños. Uno de ellos, donde se proporcionaba el agua a esperanzados pacientes, recibía el nombre de Santa Rita, dando motivo a su nombramiento.
- Santo Domingo: Arranca de la plazoleta de este nombre y concluye unas cuadras después, en Castanedo, un poco antes de donde doblaban los carros en dirección a Regla. Origen de su nombre, el espacioso convento de Santo Domingo, construido en el siglo XVIII por devotos canarios.
- Soledad: Antes de abrirse la calle Castanedo, era la última de las arterias de esta zona guanabacoense y, tal vez por lo retirada, le designaron de esta forma. Sin embargo, fue objeto de animación cuando se le construyó en 1842 el paradero del ferrocarril La Prueba.
- Taita Tumba: En 1850 la llamaban los vecinos por este nombre y también la conocieron por Guinea. En la actualidad se llama Santa María, debido a que en ella nace la carretera que conduce a la «ciudad condal» de Santa María del Rosario.
- Venus: Corta en dos la villa por uno de sus extremos y, a pesar de que fue la primera calle rotulada, no existen noticias de la razón de su nombre. En el pasado uno de sus tramos se conocía como Fortún.
- Versalles: Se mantiene en el nombramiento popular con este nombre cuyo origen se ignora. Hubo un tiempo que la llamaron Manjabo por un pozo así denominado que se encontraba en una de sus casas. Se le nombró por último Enrique Valdés Valenzuela, generoso médico, que fuera muy apreciado en la localidad.
- Vigario: Es muy apartada y poco conocida, debiéndose su nombre al hecho de que allá por el año de 1704, el acaudalado terrateniente Francisco Rodríguez Vigario, construyó y explotó un ingenio.
- Vista Hermosa: Ya en 1711, se le conocía con ese nombre. Entre las mansiones que le dieron renombre se encuentra la de los esposos Francisco Lamas y Rosalía García de Osuna, cuyos hijos, los hermanos Lamas, dieron la vida por la libertad de Cuba, lo que dio lugar a que 1899 se le nombramiento con tan notorio apellido.

## Religión y cultura
La religión y la cultura de Guanabacoa no es más que una mezcla de creencias cristianas occidentales con cultos africanos que han llegado hasta nuestros días. Aparece aquí la práctica de la santería de la cultura yoruba así como el culto bantú, paleros y otros tipos de religiones africanas. En este lugar están presentes el conjuro, la danza y el mito lo cual lo hacen único.
Guanabacoa es sin lugar a dudas un lugar muy singular donde la leyenda está a flor de piel, se siente en el ambiente, es el municipio de la capital donde más templos abakúa existen, y paleros famosos, como el
Chino Arrieta,
Arcadio Carvo,
Puyi,
Naldo vivieron allí, es además la sede anual del festival Wemilere de raíces afrocubanas.
La música también está presente en este municipio destacándose sus principales hijos, como
Ernesto Lecuona,
Rita Montaner,
Bola de Nieve (Ignacio Villa),
los que enriquecieron nuestra cultura.

## Curiosidad

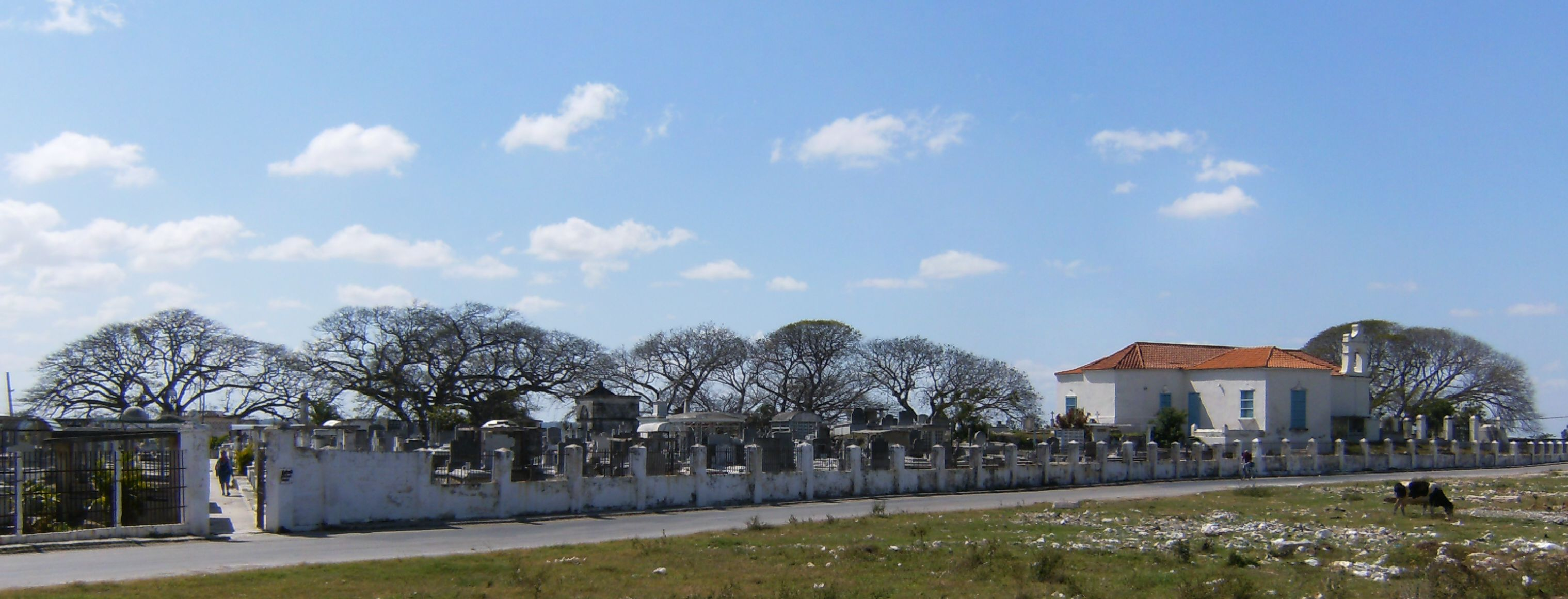
Cementerio viejo

Guanabacoa es el municipio de la Provincia La Habana que más cementerios tiene. Cuenta con 6: el Viejo, el Nuevo, el de los judíos asquenazíes fundado en 1906, el de los judíos sefardíes (en La Lima), el de Peñalver, y el de Barreras.

## Ciudades hermanadas
- Getafe, España. Este protocolo de hermanamiento se firmó el 16 de noviembre de 1996.